# 北冕座
北冕座是北天小星座，属公元二世纪天文学家克劳狄乌斯·托勒密划分的48个星座，也属国际天文联会承认的88个现代星座。星座拉丁语原名意为“北边的皇冠”，源自星座形状。北冕座在西方古典神话大多代表天神狄俄倪索斯授予克里特公主阿里阿德涅、后来留在天国的皇冠。其他神话把星座视为城堡、鹰巢、熊窝，甚至还有排烟孔。托勒密还划有形状类似的南天星座南冕座，与北冕座对应。
2.2视星等的貫索四是星座最亮恒星。北冕座R型變星是含氢极少的罕见变星，原型便是黄超巨星北冕座R，估计是两颗白矮星合并而成。北冕座T又称博雷兹星，是罕见的再发新星，通常是十等星，上一次爆发是1946年，亮度增至二等。ADS 9731与北冕座σ都是包含多颗恒星的恒星系，分别有六颗和五颗恒星。北冕座五个恒星系发现木星尺寸的系列行星。阿贝尔2065是距太阳十亿光年、有超过400个星系的星系团，属北冕座超星系團。

## 简介
北冕座占据179平方度夜空，占0.433%，在88个现代星座排第73。星座位于北天球，南纬50度线以北才能看到完整星座。北冕座北侧和西面与牧夫座相邻，南接巨蛇座，东靠武仙座。1922年，國際天文聯會确定以三字母缩写代指北冕座。比利时天文学家尤金·德爾波特1930年正式划分星座边界，北冕座呈六条边组成的多边形（见文首信息框）。星座在赤道坐標系統的赤经位于15h 16.0m至16h 25.1m范围，赤纬在39.71°到25.54°之间。此外，北冕座还与南天球的南冕座相对。

## 显著特点

### 恒星
北冕座独特的皇冠形状由七颗恒星构成，除最亮的二等星貫索四外，另外六颗分别是贯索二、贯索三、贯索五、贯索六、贯索七、贯索八，都是四等星。日耳曼天体制图师約翰·拜耳在1603年的《測天圖》用拜耳命名法为星座20颗恒星分配希腊字母“α”至“υ”。后世天文学家发现七公增七是雙星，故将两星分别称为七公增七1和七公增七2。北冕座ν情况类似，拜耳以单字母命名，但約翰·佛蘭斯蒂德发现该星实际上是光学双星，在他的星表上标为北冕座20和北冕座21，分别命名北冕座ν1和北冕座ν2。中国古代天文学家将上述七星与北冕座π、貫索九划为星群。天冕座范围内共有37颗恒星亮度不低于6.5视星等。

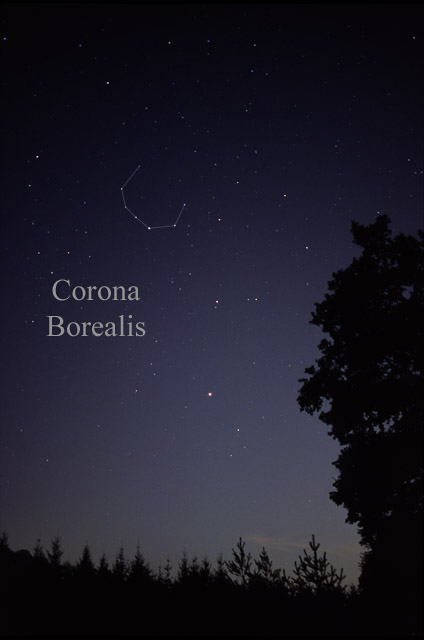
北冕座可用肉眼观测

离地75±0.5光年的贯索四是2.2视星等蓝白星体，属大陵五型變星，亮度以17.4天为周期波动0.1视星等。其中主星是光谱等级A0V的白主序星，拥有2.91倍太阳质量和57倍太陽光度，周围是半径约60天文單位的岩屑盤。从星是光谱等级G5V的黄主序星，直径约太阳九成。据信贯索四是大熊座移動星群成员，与星群其他星体整体走向一致。
离地112±3光年的贯索三是光谱联星，两星体相隔十天文单位，以10.5年轨道周期相互围绕旋转。偏亮的主星是快速振盪Ap星，脉冲振荡周期16.2分钟。该星光谱等级A5V，有效溫度约7980开尔文，拥有2.1倍太阳质量、2.6倍太阳半径、25.3倍太阳光度。光谱等级F2V的从星表面温度约6750开尔文，质量、半径、光度分别是太阳1.4倍、1.56倍、4至5倍。。贯索三附近的贯索二是联星系，合并视星等4.13，距地球380±20光年。偏亮的贯索二A是蓝白星，旋转速度高达每秒393公里，是岩屑盘包围的Be星。
贯索四东侧的贯索五也是联星系，其中两星体分别是光谱等级B9V和A3V的主序星，与太阳和海王星间距差不多，相互围绕旋转的轨道周期是92.94年。联星系内偏亮的恒星可能是矮造父變星，但尚无定论。4.06视星等的贯索六离地170±2光年，是光谱等级G3.5III的黄巨星，质量约为太阳2.4倍但已膨胀到7.4倍太阳半径，表面温度5180开尔文。贯索六绝大多数生命周期是B型蓝白主序星，如今核心的氢已耗尽。光度和光谱数据表明该星刚刚跨越赫氏空隙，开始消耗核心周围外壳的氢。
七公增七是双星，由相隔仅6.3弧秒的两颗蓝白星组成，百倍望远镜可轻松分辨，主星5.1视星等，从星6.0视星等。北冕座ν是光学双星，两者与地球距离差不多但徑向速度不同，估计相互没有关联。主星北冕座ν1是光谱等级M2III、亮度5.2视星等的紅巨星，离地640±30光年。从星北冕座ν2是光谱等级K5III、亮度5.4视星等的橙巨星，估计离地590±30光年。 北冕座σ是多颗恒星组成的恒星系，小型业余望远镜就能分辨。恒星系内部构成非常复杂，首先是两颗质量接近太阳的恒星以1.14天轨道周期相互围绕旋转，接下来第三颗类太阳恒星绕前两星以726年周期旋转。第四和第五颗星体都是紅矮星并组成联星系，距前三颗恒星约1.4万天文单位。ADS 9731是更加罕见的多成员恒星系，包含六颗恒星，其中两颗组成光谱联星。
北冕座有两颗非常特殊的變星。北冕座T又称“博雷兹星”，属激變變星。通常亮度在9.9至10.2视星等，因核連鎖反應及随后的爆炸可在数小时内达到二等星亮度。北冕座T与羅盤座T、天蝎座U一样是屈指可数的已知再发新星，人类在1866年首次发现该星爆发，第二次是1946年2月。北冕座T还是红色巨星与白矮星组成的联星，以约八个月轨道周期相互围绕旋转。
北冕座R是黄色超巨变星，距地球超七千光年，是北冕座R型變星的原型。星体基准亮度六等，最低按周期跌到15等，此后几个月缓慢回归。恒星喷出尘埃导致亮度降低，哈勃空间望远镜直接成像表明广阔的尘埃云从恒星向外延伸约两千天文单位，由恒星风带动的细微尘埃流（由直径约五纳米的颗粒组成）与星体按周期喷出的粗尘（直径约0.14微米）组成。
北冕座有许多亮度适合业余天文学爱好者观察的变星，如三颗长周期刍藁变星：北冕座S以360天周期在5.8至14.1视星等范围闪烁，离地约1946光年，光度达太阳16643倍，表面温度3033开尔文。北冕座V是夜空非常偏红色的天体，表面温度2877开尔文，光度达太阳10万2831倍，距地球8810光年。该星以357天周期在6.9至12.6视星等变化，位置靠近北冕座、武仙座、牧夫座交汇处。北冕座τ东北1.5°的北冕座W以238天周期在7.8至14.3视星等范围变动。红巨星北冕座RR是M3型半規則變星，以60.8天周期在7.3至8.2视星等范围闪烁。北冕座RS也是半规则红巨变星，以332天周期在8.7至11.6视星等变化。与其他红巨星相比，北冕座RS的自行范围特别大，每年超过50毫弧秒。北冕座U是大陵五型食联星系，以3.45天周期在7.66至8.79视星等范围变动。
北冕座TY是鲸鱼座ZZ型脈動白矮星，质量约为太阳七成但直径仅1.1个百分点。1990年发现的北冕座UW是低质量X射线联星系，主星是周围形成吸积盘、向伴星吸收物质的中子星，伴星质量小于太阳。北冕座UW的亮度变化周期非常复杂，两星体以111分钟轨道周期相互围绕旋转，恒星周围的吸积盘轨道周期112.6分钟。整个联星系的闪烁周期是5.5天，说明吸积盘不对称且绕恒星进动。

### 太阳系外行星系
人类已在北冕座五个恒星系发现系外行星，其中四个是用径向速度法发现。经过2005至2012年共七年的光谱分析，科学家认为贯索七拥有约6.7倍木星質量、公转周期418天、平均间距约1.3天文单位的行星。贯索七是光谱等级K2III的橙巨星，质量是太阳1.7倍但半径已膨胀到21倍，光度151倍。貫索增四是光谱等级K1IV的橙次巨星，质量接近太阳两倍，周围还有岩屑盘，附属行星公转周期3.4年。估计该行星拥有2.5倍木星质量，岩屑盘的尺寸表明贯索增四很可能还有第二颗亚恒星相伴。K型群巨星北冕座ο已经确认拥有0.83倍木星质量的行星，公转周围187天，这么小的质量在群巨星行星里非常罕见，确知的仅有两颗。光谱等级K0III的橙巨星HD 145457所附行星质量为木星2.9倍，公转周期176天。XO-1是离地560光年的11等黄主序星，光谱等级G1V，质量和半径都接近太阳。2006年科学家用XO望遠鏡采用凌日法发现绕该星旋转的熱木星XO-1b，尺寸与木星差不多但公转周期只有三天。
1997年，科学家宣布通过分析貫索九的径向速度发现木星尺寸行星。貫索九是光谱等级G0V的黄主序星，还是類太陽恆星，距地球约57光年。依巴谷卫星后来提供的测量数据更加精确，表明贯索九属约一百到两百倍木星质量的低质量恒星。计算结果表明联星贯索增三的適居帶轨道范围可能存在稳定行星，联星本身由光谱等级分别是G1V与G3V的两颗黄主序星构成，质量与光谱等级都接近太阳。依巴谷卫星没有在预想位置发现行星，但2001年科学家发现距联星3640天文单位的棕矮星，质量约木星63倍，光谱等级L8。

### 深空天体

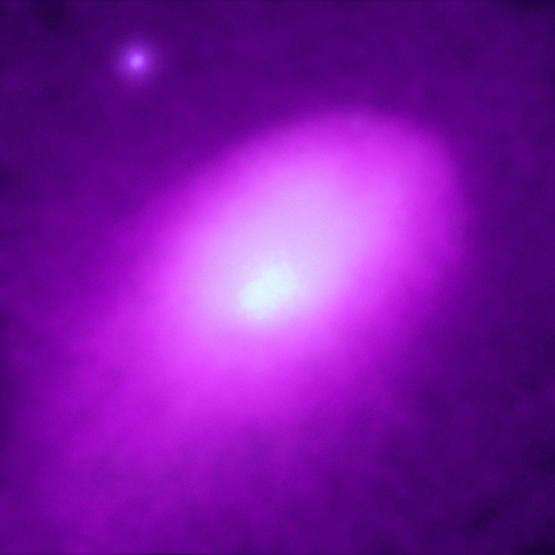
阿貝爾2142星系团的X射线图像

北冕座可供业余望远镜观测的星系很少，其中NGC 6085和NGC 6086是距离较近、用望远镜可在同一视野观测的螺旋星系与椭圆星系。阿貝爾2142是直径达600万光年的巨型X射线发射星系团，由尚在合并的两个星系团形成，紅移0.0909，以每秒27250公里的速度远离太阳系，亮度只有16视星等，现距地球约12亿光年。RX J1532.9+3021星系团离地约39亿光年，中央椭圆星系包含的超大質量黑洞无论质量还是吸引力都位居已知黑洞前列。阿贝尔2065是非常密集的星系团，包含四百多个星系，最亮时也只有16视星等，距地球超十亿光年。阿贝尔2065、2061、2067、2079、2089、2092组成北冕座超星系團。艾伯耳2162星系团属武仙座超星系团。

## 神话

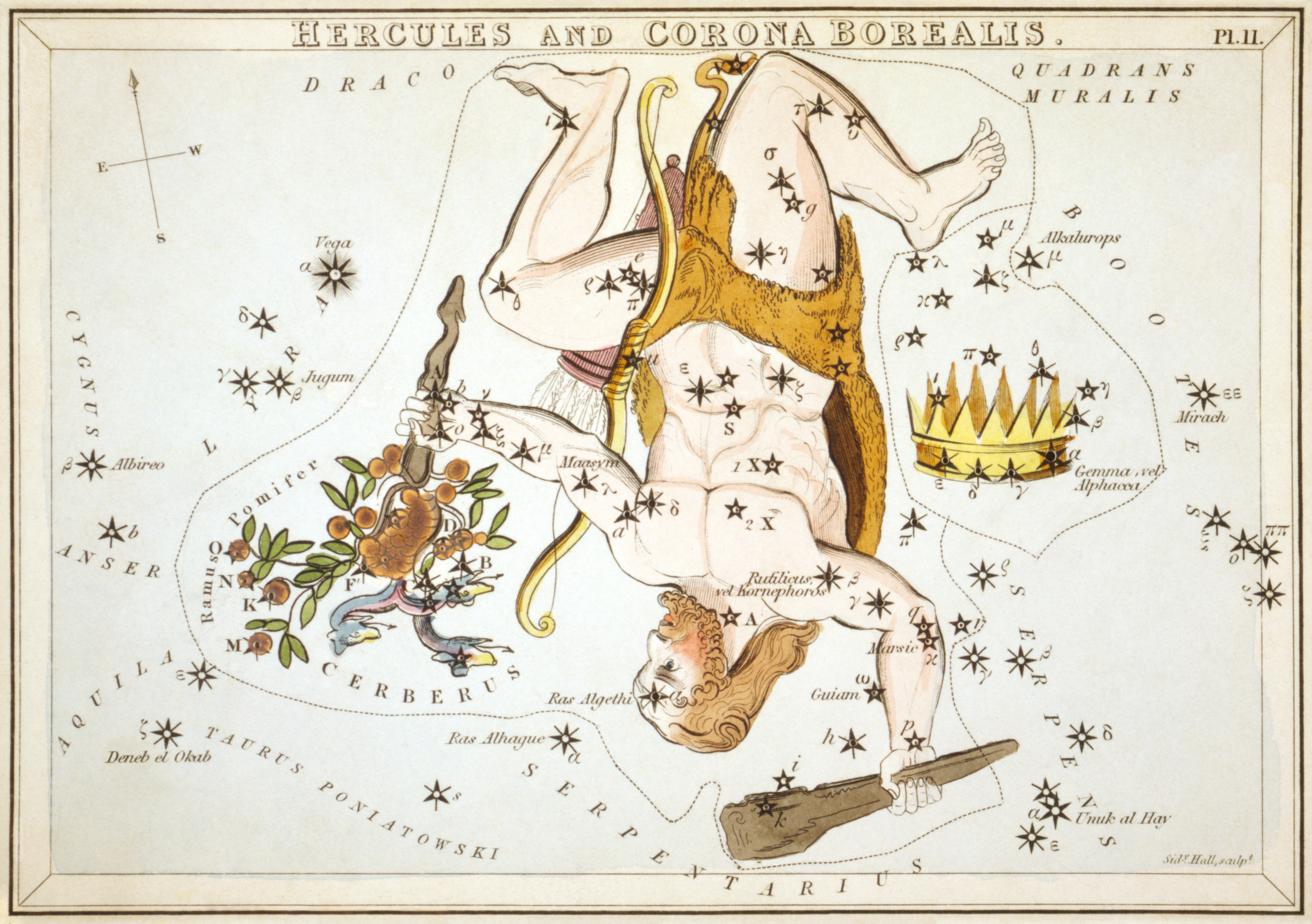
1825年左右星图卡片《乌拉尼亚之镜》上的武仙座和北冕座

希腊神话把北冕座与忒修斯的传说联系起来，把星座视为天神狄俄倪索斯送给克里特公主、米诺斯之女阿里阿德涅的皇冠。阿里阿德涅此前被忒修斯遗弃，她戴着皇冠嫁给狄俄倪索斯，天神为庆祝婚礼把皇冠放在天国。另有说法称狄俄倪索斯一片痴心，把皇冠送给阿里阿德涅。忒修斯赶到克里特杀死克里特人命令雅典进贡供养的牛头怪弥诺陶洛斯，阿里阿德涅把皇冠转送忒修斯，后者利用皇冠的闪光逃离迷宮，狄俄倪索斯后将皇冠放在天国。拉丁作家许癸努斯笔下的北冕座代表皇冠或花环，巴克科斯首赴奥林匹斯山面见众神途中用于伪装，朱庇特也曾用来掩盖身份与凡人塞墨勒幽会。古典天文学家克劳狄乌斯·托勒密著作《天文學大成》列出的48个星座就包含北冕座。
威尔士神话把北冕座称为“Caer Arianrhod”，意为“银环城堡”，是阿丽安萝德在天国的居所。古波罗的海地区居民把北冕座视为“Darželis”，意为“花园”。
阿拉伯人曾把北冕座称为“‎”，意为“分离”或“破碎”，指星座恒星类似打散的珠宝，也可理解成破碎的碟子。貝都因人把北冕座视为“‎”，意指“穷人的碗碟”。
美洲原住民斯基迪人认为北冕座恒星代表辅佐酋长北极星的长老。星座还用于代表火炉上的排烟孔，是原住民向天神传达信息的渠道，也是召集酋长共商大计的手段。肖尼族把北冕座恒星视为“天上姐妹”，每晚从天而降在地面起舞。贯索四代表最小同时也最漂亮的妹妹，猎人变成田鼠靠近后抓住她。两人成婚但她后来返回天国，伤心的丈夫之后带着儿子追随而去。加拿大东部的米克马克人把北冕座称为“Mskegwǒm”，意为天熊的巢穴，天熊由大熊座恒星天樞、天璇、天璣、天權组成。
波利尼西亚人对北冕座各有说法，土亞莫土群島居民称为“Na Kaua-ki-tokerau”，也可能叫“Te Hetu”。夏威夷州可能称“Kaua-mea”，新西兰称“Rangawhenua”，库克群岛普卡普卡岛叫“Te Wale-o-Awitu”，東加称“Ao-o-Uvea”或“Kau-kupenga”。
澳大利亚原住民天文学根据恒星组成的形状把北冕座称为“womera”，意为“回力镖”。新南威尔士州西北部威尔温人把北冕座视为“鹰巢”，河鼓二与織女一均代表住在巢内的老鹰。北澳大利亚的瓦达曼人把北冕座视为男子律法、女子律法、男女律法、人类存在问题的集合点。

### 后期发展和流行文化
科比尼亚努斯·托马斯1730年版星图为向萨尔茨堡总主教致敬把北冕座拉丁语名改为“Corona Firmiana”（“北梧桐”），后世天体制图师没有采纳。北冕座是霍华德·菲利普斯·洛夫克拉夫特1923年短篇小说《睡神》情节的重要组成，主角对之非常害怕。2002年，芬兰死亡旋律金屬乐队Cadacross（“卡达克罗斯”）推出北冕座同名专辑。

## 中国星官
中国古代传统中，北冕座天区為天市垣中的貫索星官。
- 貫索(天市9)：北冕座π（貫索一）、北冕座θ（貫索二）、北冕座β（貫索三）、北冕座α（貫索四）、北冕座γ（貫索五）、北冕座δ（貫索六）、北冕座ε（貫索七）、北冕座ι（貫索八）、北冕座ρ（貫索九）。